# Gouvernement Alexandre Ribot (2)
Troisième République
Gouvernement Alexandre Ribot I Gouvernement Charles Dupuy I
Le deuxième gouvernement Alexandre Ribot est le gouvernement de la Troisième République en France du 11 janvier 1893 au 31 mars 1893.
Alexandre Ribot, reconduit par le Président de la République, écarte Freycinet et Loubet qui peuvent être impliqués dans le scandale de Panama.

## Composition

### Ministres nommés le 11 janvier 1893
| Fonction | Fonction                           | Image | Nom             | Parti politique                                 |
| -------- | ---------------------------------- | ----- | --------------- | ----------------------------------------------- |
|          | Président du Conseil des ministres |       | Alexandre Ribot | Union des gauches (Union libérale républicaine) |

| Fonction | Fonction                                                         | Image | Nom              | Parti politique                                 |
| -------- | ---------------------------------------------------------------- | ----- | ---------------- | ----------------------------------------------- |
|          | Ministre de l’Intérieur Ministre de la Marine par intérim        |       | Alexandre Ribot  | Union des gauches (Union libérale républicaine) |
|          | Ministre des Affaires étrangères                                 |       | Jules Develle    | Union des gauches (Union républicaine)          |
|          | Ministre de la Justice                                           |       | Léon Bourgeois   | Gauche radicale                                 |
|          | Ministre des Finances                                            |       | Pierre Tirard    | Gauche républicaine                             |
|          | Ministre de la Guerre                                            |       | Julien Loizillon | Indépendant                                     |
|          | Ministre de l'Instruction publique, des Beaux-Arts et des Cultes |       | Charles Dupuy    | Union des gauches (Union républicaine)          |
|          | Ministre des Travaux publics                                     |       | Jules Viette     | Gauche radicale                                 |
|          | Ministre du Commerce, de l'Industrie et des Colonies             |       | Jules Siegfried  | Union des gauches (Union républicaine)          |
|          | Ministre de l'Agriculture                                        |       | Albert Viger     | Gauche radicale                                 |

### Remaniement du 12 janvier 1893
| Fonction | Fonction              | Image | Nom            | Parti politique |
| -------- | --------------------- | ----- | -------------- | --------------- |
|          | Ministre de la Marine |       | Henri Rieunier | Indépendant     |

### Remaniement du 17 janvier 1893
| Fonction | Fonction                                                             | Image | Nom                | Parti politique |
| -------- | -------------------------------------------------------------------- | ----- | ------------------ | --------------- |
|          | Sous-secrétaire d'État aux Colonies (auprès du ministre du Commerce) |       | Théophile Delcassé | Gauche radicale |

### Remaniement du 13 mars 1893
Démission le 11 mars du ministre de la Justice Léon Bourgeois. Celui-ci décide qu'après la déposition de Henry Soinoury aux Assises au cours du procès du scandale de Panama contre lui, il doit pouvoir librement se défendre.
| Fonction | Fonction                           | Image | Nom           | Parti politique                        |
| -------- | ---------------------------------- | ----- | ------------- | -------------------------------------- |
|          | Ministre de la Justice par intérim |       | Jules Develle | Union des gauches (Union républicaine) |

### Remaniement du 15 mars 1893
| Fonction | Fonction               | Image | Nom            | Parti politique |
| -------- | ---------------------- | ----- | -------------- | --------------- |
|          | Ministre de la Justice |       | Léon Bourgeois | Gauche radicale |

## Politique menée
La mandature est occupée par le double procès sur le scandale de Panama. En dehors de Charles Baïhaut, l'affaire se concluait par l'immunité totale des hommes politiques impliqués, ce qui déconsidéra un peu plus le régime.

## Fin du gouvernement et passation des pouvoirs
Le 30 mars 1893 lors de la discussion du budget de 1893, toujours en négociation en raison de désaccord avec le Sénat, le gouvernement est mis en minorité spécifiquement sur l'impôt des boissons et la demande de disjonction gouvernementale. Par 247 contre et 242 pour.
Le 31 mars 1893, Alexandre Ribot présente la démission du Gouvernement au président de la République, Sadi Carnot.
Le 1er avril 1893, Carnot charge Jules Méline de former le gouvernement et celui-ci accepte l'offre avant d'y décliner deux jours après, en raison de plusieurs difficultés de constituer un gouvernement.
Le 3 avril 1893, le président nomme Charles Dupuy pour constituer le nouveau gouvernement.
Le 4 avril 1893, le premier gouvernement de Dupuy voit le jour.